# Cecrops latreilli
Cecrops latreilli är en kräftdjursart som beskrevs av Leach 1816. Cecrops latreilli ingår i släktet Cecrops och familjen Cecropidae. Inga underarter finns listade i Catalogue of Life.